# Christine Ferniot
 (décembre 2019).
Si vous disposez d'ouvrages ou d'articles de référence ou si vous connaissez des sites web de qualité traitant du thème abordé ici, merci de compléter l'article en donnant les références utiles à sa vérifiabilité et en les liant à la section « Notes et références ».
Pour les articles homonymes, voir Ferniot.
Christine Ferniot, née dans le 5e arrondissement de Paris, est une journaliste et critique littéraire française.

## Biographie
Christine Ferniot est titulaire d’une maîtrise consacrée à Chrétien de Troyes et d’un doctorat de troisième cycle sur les « Premiers romans en langue vulgaire ». Elle commence à travailler en effectuant des petits jobs avec la complicité de Françoise Verny : Éditions Grasset et Rustica. Journaliste, elle oriente peu à peu sa carrière en direction de la littérature. Depuis vingt ans, elle travaille en indépendant pour la presse littéraire (Lire, Télérama), organise des collections (avec Le Monde et SNCF, notamment) et anime de nombreux débats et entretiens avec des écrivains. Elle est membre du jury du Grand prix de littérature policière, du Prix du Premier Roman et collabore à des salons littéraires tels Le marathon des mots, Quais du polar, Festival America, Salon du livre de Bron, Etonnants Voyageurs.
Elle est mariée avec l'auteur Marc Villard.
Elle vit à Paris et en Provence.

## Journaliste
- Presse écrite : Dargaud, Le Journal du dimanche, Le Figaro, TV Mag, Lire, Les Nouvelles littéraires, Ma maison, Télérama (presse et cercle polar Télérama en podcast avec Michel Abescat), Le 1.
- Internet : Télérama (polar).
- Web : Libération.
- Radio/Télévision : Pop Fiction (France Inter), Le Bateau livre, La Grande Librairie, Piste Noire (Polar Plus)
- Principales interviews : Annie Ernaux, Michel Butor, Russell Banks, William Boyd, Léo Malet, Edward Bunker, Frédéric Dard, Hanif Kureishi, Joyce Carol Oates, Dan Chaon, Pierre Michon, Daniel Pennac, Giancarlo De Cataldo, Jacques Roubaud,  Charles Juliet, Laura Kashiske, Richard Ford, Albert Cossery, Robert Littell, Fred Vargas, Richard Powers, Ed McBain, Anna Enquist, André Brink, James Salter, Richard Russo, Chris Offutt. Et aussi : Peter Klasen, Willy Ronis, Raymond Depardon, Ernest Pignon-Ernest, Roland Topor, Bertrand Tavernier, François Guérif.
- Principaux reportages : Denver (Dan Simmons), New York (Harlan Coben), Washington (George Pelecanos), Los Angeles (Michael Connelly), Athènes (Vassilis Alexakis) Casper (Wyoming, Craig Johnson), Rome (Andrea Camilleri), Édimbourg (Ian Rankin), Iles Lofoten (Herbjorg Wassmo), Bergen (Gunnar Staelesen), Londres (Edna O' Brien), Barcelone (Manuel Vasquez Montalban), Reykjavik (sur les pas d'Indridason), Trondheim (Anne Ragde), Cagliari (Milena Agus), Palerme (Una marina di libri), Dublin (Paul Lynch).

## Auteure
Écriture de scénario : 
- Meurtre d’un salaud, de Jacques Ertaud (avec Tito Topin).

Livres : 
- Santons et Noël en Provence, Aubanel
- La Provence en objets, Aubanel

## Éditrice
- Éditions Hemsé
- Collection Libre court, Syros (Roland Topor, Annie Saumont, Tito Topin, Pascal Garnier, Pierre Autin-Grenier, Leila Sebbar)
- Écrivain Magazine (numéros Daniel Pennac, Jerome Charyn, Jim Harrison, Roland Topor, James Ellroy)
- Les petits polars du Monde (Le Monde/SNCF) 2012, 2013, 2014, 2015.
- Collection Eden Noir, Eden (Tijuana, Naples, Hollywood, Hambourg, Tanger, Ostende)

## Direction d’anthologies
- Héros mythiques d’une génération, Hemsé
- Marqués par la haine, Hemsé
- Les Meilleures Nouvelles de l’année 87, 88, 89, 90, 91, Syros
- La Rue, La Découverte[3]